# 4463 Marschwarzschild
4463 Marschwarzschild este un asteroid din centura principală, descoperit pe 28 octombrie 1954, de Indiana University.